# Fotoübermalung
Die Fotoübermalung ist eine bildnerische Technik, in der eine Fotografie mit malerischen Mitteln überarbeitet wird. Anders als beim Kolorieren der Fotografie, bei der sich die Malerei der Fotografie unterordnet, behalten in der Fotoübermalung beide Medien ihre Eigenständigkeit. Die Malerei tritt in einen visuellen Dialog mit der Fotografie, kann diese auch kontrastieren und zudecken. Künstler, die mit Fotoübermalung arbeiten, sind beispielsweise Rebecca Horn, Horst Janssen, Rosa Lachenmeier, Josef H. Neumann, Arnulf Rainer, Gerhard Richter und Michael Mastrototaro.